# Canelones
 (octobre 2022).
Si vous disposez d'ouvrages ou d'articles de référence ou si vous connaissez des sites web de qualité traitant du thème abordé ici, merci de compléter l'article en donnant les références utiles à sa vérifiabilité et en les liant à la section « Notes et références ».
Pour les articles homonymes, voir Canelones (homonymie).
Le département de Canelones est situé dans le sud de l'Uruguay, formant en grande partie la banlieue nord et est de la métropole  de Montevideo.
C'est le département le plus peuplé de l'Uruguay après celui de Montevideo et le deuxième pour sa densité de population après le département de  la  capitale. Parmi les cinq premières villes du pays, deux relèvent de ce département (Ciudad de la Costa et Las Piedras).
Douze municipalités de ce département font partie intégrante de l'Aire métropolitaine de Montevideo dont les principales villes de Ciudad de la Costa, Las Piedras, Barros Blancos, Pando, La Paz ou, encore la capitale départementale, Canelones.

Carte géographique des municipalités du département de Canelones.

## Géographie
Le département englobe le département de Montevideo et est limitrophe à l'ouest du département de San José, il fait partie de l'Aire métropolitaine de Montevideo. 
Au nord, le Canelones jouxte le département de Florida tandis qu'à l'est, il est contigü à ceux de Lavalleja et de Maldonado. 
Au sud, il est bordé par l'océan Atlantique par le vaste estuaire du Río de la Plata.
Dans la partie ouest et nord, la frontière interdépartementale est démilitée par le cours du fleuve Santa Lucía, et dans la partie est, ce sont la Cuchilla Grande et l'Arroyo Solís Grande qui servent de frontières naturelles.

## Villes principales

### Canelones
C'est à la fois la capitale du département et le centre administratif principal; cette petite cité historique (ancienne capitale sous le nom de Guadalupe) et culturelle (musée, théâtres) figure parmi l'une des villes les plus importantes du département. Certes, sa population est de moyenne importance avec près de 20 000 habitants (19 865 en 2011) mais elle participe activement à l'Aire métropolitaine de Montevideo grâce à des liaisons routières et ferroviaires régulières, étant distante de 45 kilomètres de la capitale nationale.

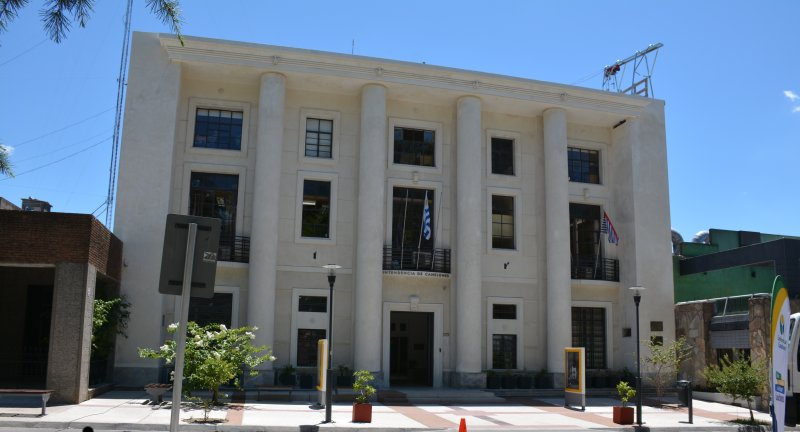
Canelones abrite le siège de l'intendance départementale.

### Ciudad de la Costa
Avec plus de 100 000 habitants (112 500 habitants en 2011), Ciudad de la Costa est devenue la seconde ville de l'Uruguay par le nombre d'habitants distançant désormais Salto, la principale ville de l'Ouest du pays. 
Située à l'ouest du département de Canelones et longeant le littoral atlantique par le vaste estuaire du Río de la Plata, et formant partie intégrante de l'Aire métropolitaine de Montevideo, c'est avant tout une zone résidentielle et de services, comprenant notamment l'Aéroport international de Carrasco, les accès des routes structurantes (Route Interbalnéaire, Route 101, Route 102), et un centre commercial parmi l'un des plus modernes de tout le pays appuyé par sa vocation de station balnéaire sur la  Costa de Oro.

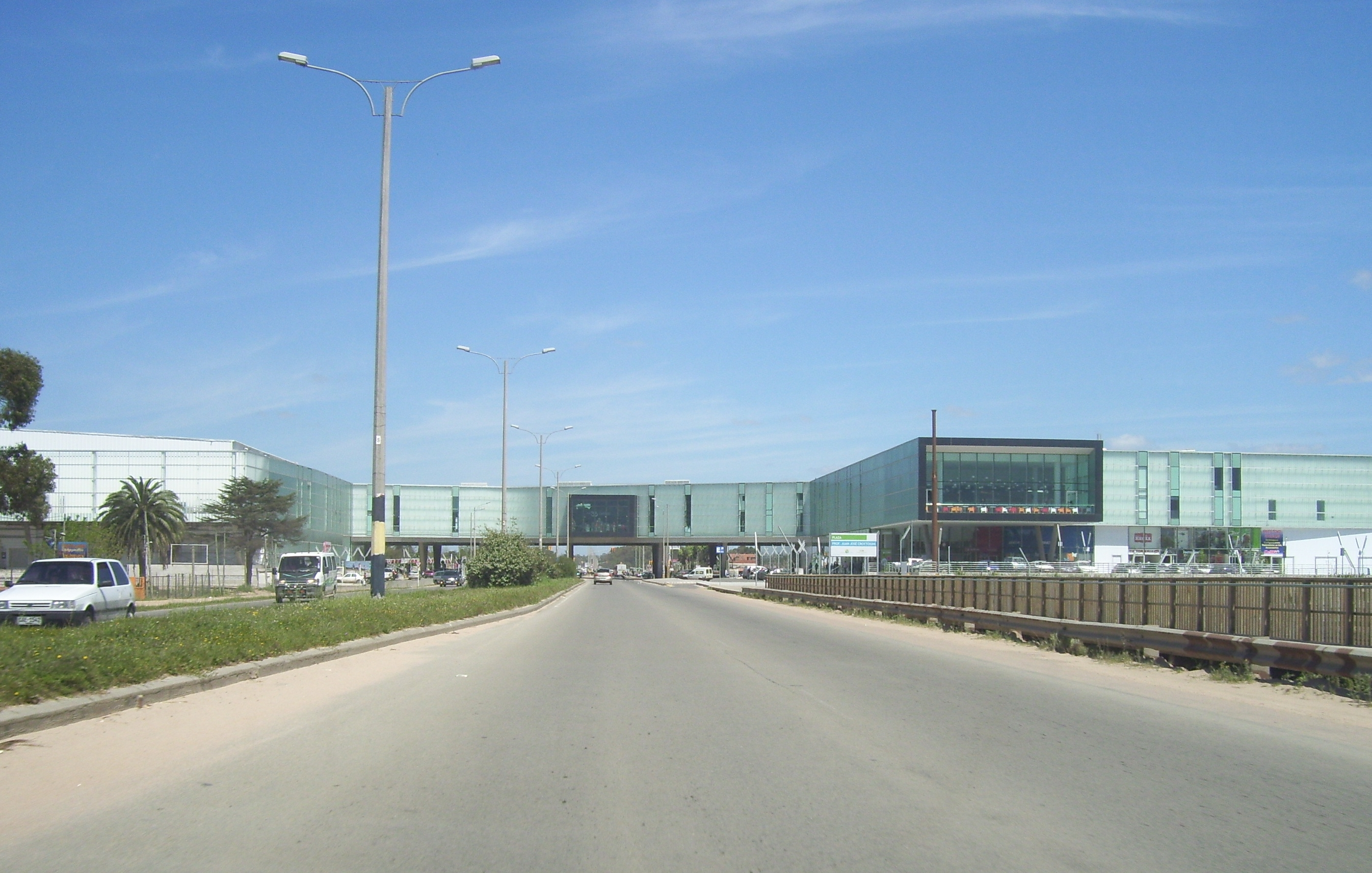
L'Avenue Giannattasio, le Centre administratif et le centre commercial Costa Urbana Shopping.

### Las Piedras
Avec une population de 71 285 habitants (selon le recensement de 2011), Las Piedras est la troisième ville par sa population dans l'Aire métropolitaine  de Montevideo. Elle doit son rang grâce à sa situation géographique par rapport à Montevideo, ce qui la fait figurer parmi l'une des villes disposant d'un niveau commercial et industriel élevé dans son département. Elle forme en fait une conurbation résidentielle avec la ville de La Paz qui, à son tour, rejoint sans discontinuer la capitale nationale, Montevideo.

### Barros Blancos
C'est une municipalité résidentielle située dans le centre-sud du département de Canelones, délimitée par l' arroyo Meirelles, la Route 101 et l'arroyo Toledo et faisant partie intégrante de l'Aire métropolitaine de Montevideo. 
Son centre est représenté par Barros Blancos qui, en 2004, dénombrait 13 553 habitants. Selon les dernières estimations établies par la Intendencia de Canelones, la municipalité recense aujourd'hui 28 610 habitants. La population de la ville est estimée aujourd'hui à 
50 000 habitants.
Barros Blancos fut établi comme néo-village en 1940, à partir d'une fraction urbanisée le long de la Route 8, entre les villes de Montevideo et Pando. 
Dans les dernières décades, elle est devenue une des zones principales de forte croissance démographique absorbant les populations montevidéennes des classes moyennes et basses qui viennent s'y fixer.
La municipalité se nomme Barros Blancos en référence à la couleur de son sol. Mais en 1976, elle prit le nom de Capitan Juan Antonio Artigas, qui s'était établi dans la région en 1730. Zone spécialisée dans l'élevage extensif et l'agriculture, la municipalité a accueilli des activités commerciales et de services. Ce n'est qu'en 2006 qu'elle reprit son nom d'origine. Entre les décennies de 1980 et 1990, les décideurs de Montevideo et de Pando favorisèrent la croissance  de sa zone urbaine par l'implantation d'industries.

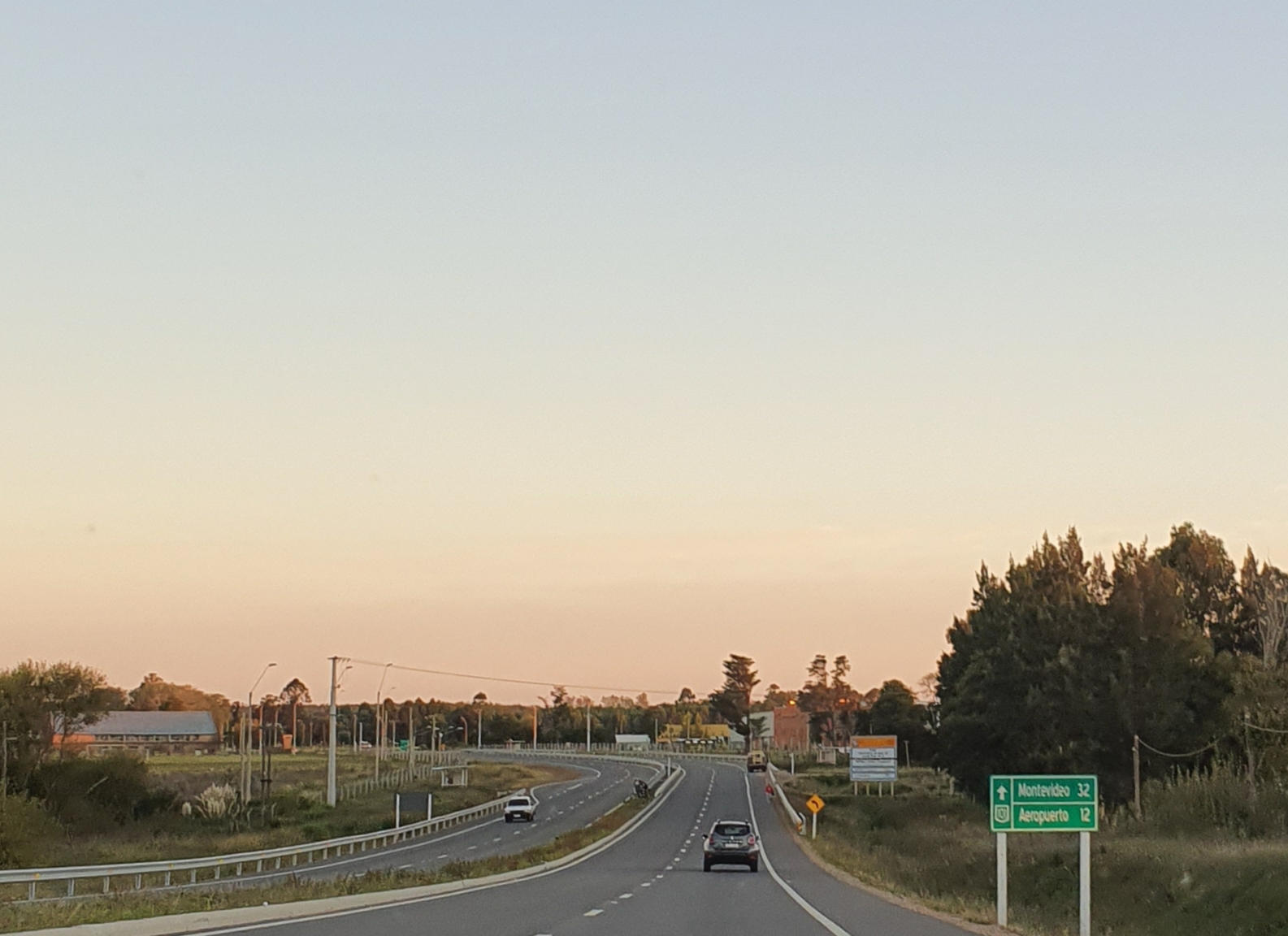
La Route 101 à Barros Blancos

### Pando
Pando est une municipalité située dans le centre-sud du département de Canelones, étant délimitée  par les Routes 7 et 84, l' arroyo Pando, le Camino de Los Horneros, les Caminos de Los Aromos et la Route 8. Elle fait entièrement partie de l'Aire métropolitaine de Montevideo.
Son centre est la ville de Pando qui, au recensement de 2004, comptait 24 004 habitants. Selon les estimations de la Intendencia de Canelones, la municipalité recense 31 713 habitants.
Pando a été déclarée ville (en espagnol: ciudad) en 1920, à la suite d'une poussée urbaine, suivie d'industries et de la construction d'une piste d'avions qui, en 1928, se convertit en aéroport. Ce dernier fut transféré à Carrasco en 1948, mais à Pando, une École Militaire d'Aéronautique y fut implantée. 
Sa proximité de Montevideo y a favorisé l'implantation d'industries diverses et de nombreux travailleurs venus de la capitale vivent maintenant à Pando, notamment depuis la décennie des années 1970. D'anciennes installations du site industriel ANCAP, spécialisé dans la chimie, ont été converties dès la décennie des années 1990 en un pôle technologique dédié aux biotechnologies et en un incubateur de projets. La zone rurale environnante de la municipalité se caractérise par l'installation de garages, de dépôts et d'entrepôts divers et le maintien d'exploitations vitivinicoles tandis que se développent des quartiers résidentiels privés.

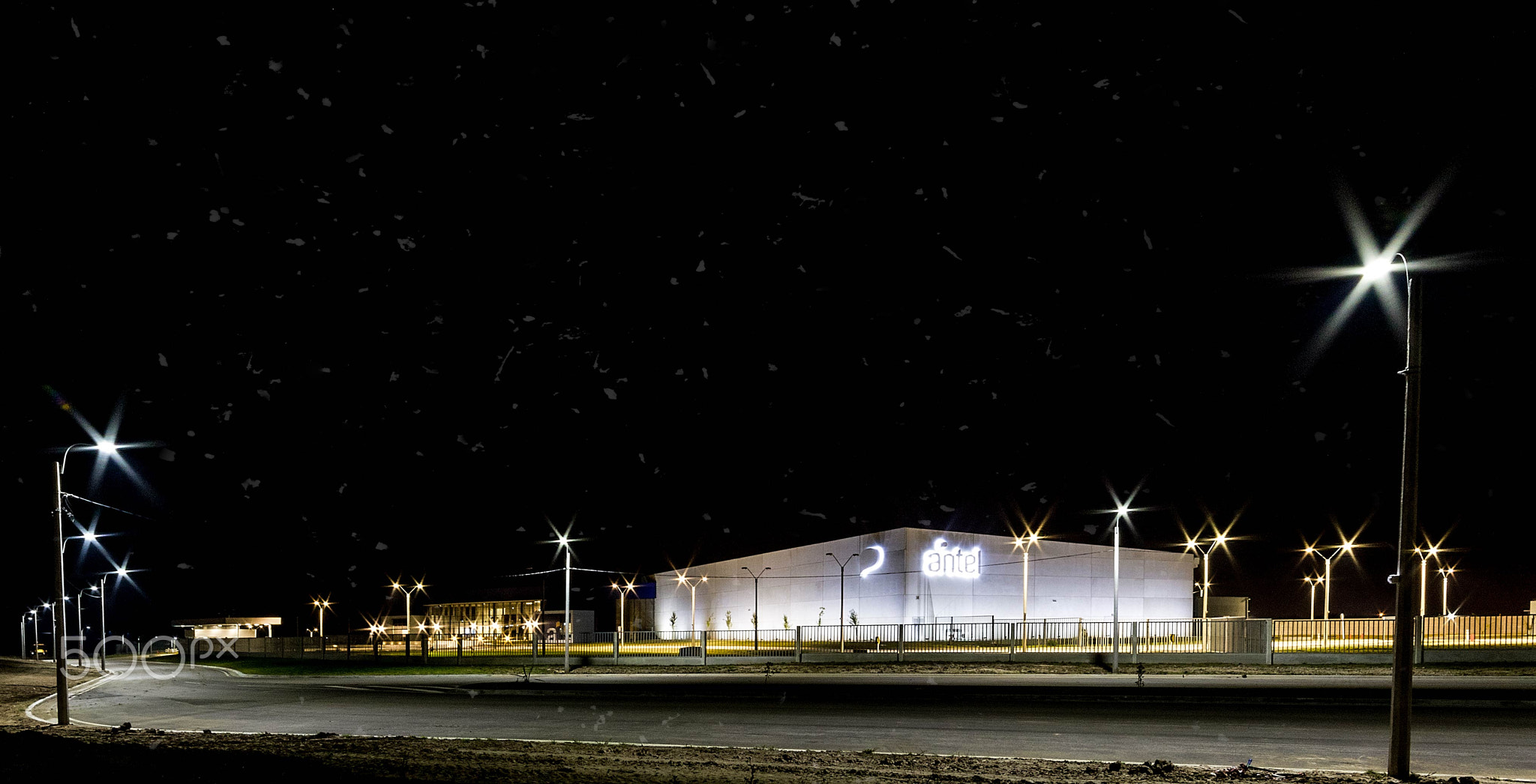
Le centre de données dans le parc technologique de Pando.

## Liste des trente municipalités

### Liste des trente municipalités du département de Canelones
- Liste par ordre alphabétique[3]

N.B : Le chiffre de population des municipalités est indiqué en caractères gras et celui des villes ou localités, étant le siège d'une municipalité, est mentionné en italiques et entre parenthèses.
| \| Localité \| Habitants en 2011 \| Superficie de la municipalité \| \| ------------------ \| ----------------- \| ----------------------------- \| \| Aguas Corrientes \| 1 047 \| 51,50 km² \| \| Atlántida \| 10 198 (5 562) \| 147 km² \| \| Barros Blancos \| 31 650 (29 860) \| 23 km² \| \| Canelones \| 27 406 (19 865) \| 44 km² \| \| Ciudad de la Costa \| 112 449 (91 284) \| 77 km² \| \| Colonia Nicolich \| 14 788 (9 624) \| 21,5 km² \| \| Empalme Olmos \| 6 630 (4 199) \| 104 km² \| \| La Floresta \| 8 353 (1 595) \| 65,5 km² \| \| La Paz \| 20 526 (20 194) \| 33 km² \| \| Las Piedras \| 71 268 (62 238) \| 54 km² \| \| Los Cerrillos \| 7 713 (2 508) \| 261,40 km² \| \| Migues \| 3 802 (2 109) \| 363,30 km² \| \| Montes \| 1 842 (1 760) \| 55,50 km² \| \| Pando \| 32 927 (25 959) \| 115 km² \| \| Parque del Plata \| 11 054 (7 896) \| 16 km² \| \| Paso Carrasco \| 20 842 (15 908) \| 24 km² \| \| Progreso \| 16 244 (14 292) \| 78,50 km² \| \| Salinas \| 23 447 (8 626) \| 84 km² \| \| San Antonio \| 3 283 (1 434) \| 168,60 km² \| \| San Bautista \| 6 691 (1 880) \| 196,50 km² \| \| San Jacinto \| 6 691 (3 909) \| 274,90 km² \| \| San Ramón \| 8 087 (6 992) \| 249,30 km² \| \| Santa Lucía \| 18 524 (16 742) \| 252,20 km² \| \| Santa Rosa \| 6 751 (3 660) \| 192,50 km² \| \| Sauce \| 13 019 (6 132) \| 295,9 km² \| \| Soca \| 3 959 (1 797) \| 493 km² \| \| Suárez \| 18 153 (6 570) \| 45 km² \| \| Tala \| 9 307 (5 089) \| 522,10 km² \| \| Toledo \| 18 740 (4 397) \| 30 km² \| \| 18 de Mayo \| 21 371 \| 11 km² \| |                   |                               |
| Localité | Habitants en 2011 | Superficie de la municipalité |
| Aguas Corrientes | 1 047             | 51,50 km²                     |
| Atlántida | 10 198 (5 562)    | 147 km²                       |
| Barros Blancos | 31 650 (29 860)   | 23 km²                        |
| Canelones | 27 406 (19 865)   | 44 km²                        |
| Ciudad de la Costa | 112 449 (91 284)  | 77 km²                        |
| Colonia Nicolich | 14 788 (9 624)    | 21,5 km²                      |
| Empalme Olmos | 6 630 (4 199)     | 104 km²                       |
| La Floresta | 8 353 (1 595)     | 65,5 km²                      |
| La Paz | 20 526 (20 194)   | 33 km²                        |
| Las Piedras | 71 268 (62 238)   | 54 km²                        |
| Los Cerrillos | 7 713 (2 508)     | 261,40 km²                    |
| Migues | 3 802 (2 109)     | 363,30 km²                    |
| Montes | 1 842 (1 760)     | 55,50 km²                     |
| Pando | 32 927 (25 959)   | 115 km²                       |
| Parque del Plata | 11 054 (7 896)    | 16 km²                        |
| Paso Carrasco | 20 842 (15 908)   | 24 km²                        |
| Progreso | 16 244 (14 292)   | 78,50 km²                     |
| Salinas | 23 447 (8 626)    | 84 km²                        |
| San Antonio | 3 283 (1 434)     | 168,60 km²                    |
| San Bautista | 6 691 (1 880)     | 196,50 km²                    |
| San Jacinto | 6 691 (3 909)     | 274,90 km²                    |
| San Ramón | 8 087 (6 992)     | 249,30 km²                    |
| Santa Lucía | 18 524 (16 742)   | 252,20 km²                    |
| Santa Rosa | 6 751 (3 660)     | 192,50 km²                    |
| Sauce | 13 019 (6 132)    | 295,9 km²                     |
| Soca | 3 959 (1 797)     | 493 km²                       |
| Suárez | 18 153 (6 570)    | 45 km²                        |
| Tala | 9 307 (5 089)     | 522,10 km²                    |
| Toledo | 18 740 (4 397)    | 30 km²                        |
| 18 de Mayo | 21 371            | 11 km²                        |

### Liste des trente municipalités par leur population
- Liste complète des trente municipalités établie par ordre décroissant de population selon le recensement de 2011[4].

| \| Localité \| Habitants en 2011 \| Superficie de la municipalité \| \| ------------------ \| ----------------- \| ----------------------------- \| \| Ciudad de la Costa \| 112 449 \| 77 km² \| \| Las Piedras \| 71 268 \| 54 km² \| \| Barros Blancos \| 31 650 \| 23 km² \| \| Pando \| 25 949 \| 115 km² \| \| 18 de Mayo \| 21 361 \| 11 km² \| \| La Paz \| 20 526 \| 33 km² \| \| Canelones \| 19 865 \| 44 km² \| \| Suárez \| 18 153 \| 45 km² \| \| Santa Lucía \| 16 742 \| 252,20 km² \| \| Progreso \| 16 244 \| 78 km² \| \| Paso Carrasco \| 15 908 \| 24 km² \| \| Colonia Nicolich \| 14 686 \| 21,5 km² \| \| Salinas \| 8 626 \| 84 km² \| \| Parque del Plata \| 7 896 \| 16 km² \| \| San Ramón \| 6 992 \| 249,30 km² \| \| Sauce \| 6 132 \| 285 km² \| \| Atlántida \| 5 562 \| 147 km² \| \| Tala \| 5 089 \| 522,10 km² \| \| Toledo \| 4 397 \| 30 km² \| \| Empalme Olmos \| 4 199 \| 104 km² \| \| San Jacinto \| 3 909 \| 274,90 km² \| \| Migues \| 3 802 \| 363,30 km² \| \| Santa Rosa \| 3 660 \| 192,50 km² \| \| Los Cerrillos \| 2 508 \| 261,40 km² \| \| San Bautista \| 1 880 \| 196,50 km² \| \| Soca \| 1 797 \| 493 km² \| \| Montes \| 1 760 \| 55,50 km² \| \| La Floresta \| 1 595 \| 65,5 km² \| \| San Antonio \| 1 434 \| 168,60 km² \| \| Aguas Corrientes \| 1 047 \| 51,50 km² \| |                   |                               |
| Localité | Habitants en 2011 | Superficie de la municipalité |
| Ciudad de la Costa | 112 449           | 77 km²                        |
| Las Piedras | 71 268            | 54 km²                        |
| Barros Blancos | 31 650            | 23 km²                        |
| Pando | 25 949            | 115 km²                       |
| 18 de Mayo | 21 361            | 11 km²                        |
| La Paz | 20 526            | 33 km²                        |
| Canelones | 19 865            | 44 km²                        |
| Suárez | 18 153            | 45 km²                        |
| Santa Lucía | 16 742            | 252,20 km²                    |
| Progreso | 16 244            | 78 km²                        |
| Paso Carrasco | 15 908            | 24 km²                        |
| Colonia Nicolich | 14 686            | 21,5 km²                      |
| Salinas | 8 626             | 84 km²                        |
| Parque del Plata | 7 896             | 16 km²                        |
| San Ramón | 6 992             | 249,30 km²                    |
| Sauce | 6 132             | 285 km²                       |
| Atlántida | 5 562             | 147 km²                       |
| Tala | 5 089             | 522,10 km²                    |
| Toledo | 4 397             | 30 km²                        |
| Empalme Olmos | 4 199             | 104 km²                       |
| San Jacinto | 3 909             | 274,90 km²                    |
| Migues | 3 802             | 363,30 km²                    |
| Santa Rosa | 3 660             | 192,50 km²                    |
| Los Cerrillos | 2 508             | 261,40 km²                    |
| San Bautista | 1 880             | 196,50 km²                    |
| Soca | 1 797             | 493 km²                       |
| Montes | 1 760             | 55,50 km²                     |
| La Floresta | 1 595             | 65,5 km²                      |
| San Antonio | 1 434             | 168,60 km²                    |
| Aguas Corrientes | 1 047             | 51,50 km²                     |

## Histoire
Le nom du département provient du mot amérindien Canelón qui est un arbre local très répandu. 
En 1813 avec la rébellion d'Artigas, la ville de Guadalupe, l'ancien nom de la ville de Canelones, fut la première capitale du pays et le département s'appelait alors  département Villa de Guadalupe.

Ce fut l'un des neuf départements qui furent créés en 1816 avec l'Uruguay. Son nom devint alors Canelones.
Le département est actuellement dirigé par Marcos Carámbula (Front large).

## Économie
De par sa proximité de la capitale, le département est une importante zone de productions agricoles spécialisées dans les céréales, la vigne, les légumes et fruits. Les plantes aromatiques y sont cultivées généralement de manière artisanale et écologique. Des fermes sont également destinées à la production de lait pour les besoins de la consommation locale. Ces diverses productions agricoles alimentent en partie le marché urbain de Montevideo et fournissent les produits aux usines d'industries alimentaires. Le tabac y est également produit.
Le chômage a baissé de 16 % à 6,2 % sous le mandat de Marcos Carámbula (Front large, gauche; 2005-2010).
À la limite avec le département de Montevideo, plus précisément dans la municipalité de Ciudad de la Costa, s'est développé l'aéroport international de Carrasco qui est un gros pourvoyeur d'emplois.
Le tourisme urbain et balnéaire s'est beaucoup développé sur le littoral qui se situe entre le fleuve d'Argent et le Arroyo Solís Grande. Cette grande zone balnéaire est appelée La Costa de Oro (La Côte de l'or) parce qu'elle abrite de nombreuses stations balnéaires : Shangrilá, Lagomar, Solymar, El Pinar, Salinas, Marindia, Atlántida, Las Toscas, Parque del Plata, La Floresta, Costa Azul, Guazubirá, Los Titanes, La Tuna, Cuchilla Alta et Jaureguiberry.

## Sport
Le CA Juventud est un club de football participant au championnat d'Uruguay de football D2.

## Personnalités
- María José Siri, soprano